# 本杰明狸藻
本杰明狸藻（学名：Utricularia benjaminiana）为狸藻属多年生中型浮水、附生或水生食虫植物。其种加词来源于德国植物学家路德维希·本杰明（Ludwig Benjamin）。本杰明狸藻分布于非洲、中美洲及南美洲。
该物种在属内具有较强的耐盐能力，可以在一定盐度的半咸水当中生长。